# Andrij Fedorenko
Andrij Stepanowycz Fedorenko, ukr. Андрій Степанович Федоренко (ur. 9 stycznia 1984 w Czernihowie) – ukraiński piłkarz, grający na pozycji bramkarza.

## Kariera piłkarska

### Kariera klubowa
Wychowanek Junist' Czernihów, barwy którego bronił w juniorskich mistrzostwach Ukrainy (DJuFL). W 2001 wyjechał do Moskwy, gdzie szkolił się w klubie Akademika Moskwa. W 2002 rozpoczął karierę piłkarską w Szynniku Jarosław, ale grał tylko w drużynie rezerwowej. Na początku 2005 powrócił do Ukrainy, gdzie został piłkarzem Stali Dnieprodzierżyńsk. W 2006 przeszedł do Nafkomu Browary. Latem 2006 wyjechał za granicę, gdzie do lutego 2007 bronił barw kazachskiego FK Atyrau, a potem rumuńskiego Ceahlăul Piatra Neamț. W 2007 został wypożyczony do Dinamo Bukareszt, w którym grał w drużynie rezerwowej. Latem 2008 wrócił do rodzimego miasta i podpisał kontrakt z Desną Czernihów. Następnego lata przeniósł się do Krywbasa Krzywy Róg. W lipcu 2012 powrócił do Desny Czernihów. W 2015 wyjechał do Szwecji, gdzie bronił bramki IF Älgarna. W lutym 2016 został piłkarzem białoruskiego Krumkaczy, w którym grał do końca roku. po półrocznej przerwie 12 października 2017 zasilił skład Czornomorca Odessa. 11 stycznia 2018 opuścił odeski klub. 3 kwietnia 2018 został piłkarzem szwedzkiego Umeå FC.